# Johan Lammerts
Johan Lammerts (* 2. Oktober 1960 in Bergen op Zoom) ist ein ehemaliger niederländischer Radrennfahrer und heutiger Radsporttrainer.
Als Amateur war Lammerts für die Nationalmannschaft der Niederlande Teilnehmer der Internationalen Friedensfahrt 1982. Er beendete das Etappenrennen als 43. der Gesamtwertung und war Sieger der 1. Etappe, womit er auch das Gelbe Trikot des Spitzenreiters übernahm.
Lammerts war Profi von 1982 bis 1992. 1982 begann seine Karriere mit der Mannschaft TI-Raleigh aus den Niederlanden. Viermal – 1983, 1985, 1988 und 1989 – startete Lammerts bei der Tour de France. 1985 gewann er die 20. Tour-Etappe von Montpon-Ménestérol nach Limoges. 1984 entschied er sowohl die Flandern- und die Niederlande-Rundfahrt für sich.
Ab 2006 war Lammerts niederländischer Nationaltrainer für die Querfeldeinfahrer, später war er für die Straßen-Elite verantwortlich. Im November 2016 verlautbarte der niederländische Radsportverband Koninklijke Nederlandsche Wielren Unie (KNWU), dass Lammerts künftig die Tätigkeit als Technischer Direktor des Verbandes übernehmen wird.

## Erfolge
1982
- eine Etappe Internationale Friedensfahrt
- Ronde van Limburg
- Acht van Chaam
- eine Etappe Grand Prix Guillaume Tell

1984
- Flandern-Rundfahrt
- Niederlande-Rundfahrt
- 1985
- eine Etappe Tour de France

1988
- eine Etappe Tour of Britain

1990
- eine Etappe Irland-Rundfahrt

1991
- eine Etappe Mexiko-Rundfahrt

## Grand-Tour-Platzierungen
| Grand Tour            | 1983 | 1984 | 1985 | 1986 | 1987 | 1988 | 1989 | 1990 | 1991 | 1992 |
| --------------------- | ---- | ---- | ---- | ---- | ---- | ---- | ---- | ---- | ---- | ---- |
| Vuelta a EspañaVuelta | –    | –    | –    | –    | –    | –    | –    | –    | –    | –    |
| Giro d’ItaliaGiro     | –    | –    | –    | 70   | 120  | 105  | 123  | 159  | –    | 134  |
| Tour de FranceTour    | 72   | –    | 75   | –    | –    | 130  | 136  | –    | –    | –    |

## Teams
- 1982–1983 TI-Raleigh-Campagnolo
- 1984–1985 Panasonic
- 1986      Vini Ricordi-Pinarello-Sidermec
- 1987–1988 Toshiba
- 1989      ADR-W-Cup-Bottecchia-Coors Light
- 1990–1992 Z
- 1993      Scott-BiKyle Flyers